# 1404.
◄ | 14. stoljeće | 15. stoljeće | 16. stoljeće | ►
◄ | 1370-ih | 1380-ih | 1390-ih | 1400-ih | 1410-ih | 1420-ih | 1430-ih | ►
◄◄ | ◄ | 1401. | 1402. | 1403. | 1404. | 1405. | 1406. | 1407. | ► | ►►
Arhitektura • Astronomija • Glazba • Knjige • Književnost • Kršćanstvo • Medicina • Pravo • Promet • Slikarstvo • Znanost

## Rođenja
- 18. veljače - Leon Battista Alberti, talijanski humanist, pjesnik, slikar, kipar, glazbenik, arhitekt, pravnik, matematičar i kriptograf.

## Vanjske poveznice
|  | Zajednički poslužitelj ima još gradiva o temi 1404. |